# Salon kresleného humoru
Salony kresleného humoru byly výstavy (nejen kresleného humoru) Josefa Kobry Kučery, které se konaly od r. 1970 do r. 2014. Konaly se většinou 10x do roka, celkem bylo zrealizováno 402 očíslovaných Salonů. Sezóna vždy začínala v září a končila v červnu, někdy se ale Salony konaly i v červenci a srpnu. Od ledna 2013 byly tyto výstavy přejmenovány na Salony Kobra: Kreslený humor & komiks & umění s nápadem & foto.

## O Salonech
Josef Kobra Kučera byl nejen jejich kurátorem, ale i vernisážovým řečníkem, aranžérem a tvůrcem katalogů. Byl rovněž jedním ze zakládajících členů (později i místopředsedou) České unie karikaturistů (založena v březnu 1990), pro kterou se Salony staly základem spolkového života.
První Salony byly postupně realizovány v klubu Savarin na Příkopech (v r. 1970), ve foyer divadla Ateliér ve Spálené a na Portě v Sokolově, koncem r. 1972 se na dlouhou dobu přestěhovaly do pražské Malostranské besedy, kde s jejich realizací vypomáhal dramaturg, později nájemce Malostranské besedy, Robert Radosta. Když byla v r. 2006 zahájena rozsáhlá rekonstrukce Malostranské besedy, našly Salony zázemí v Klubu výtvarníků Mánes. Po dokončení rekonstrukce v r. 2010 se v Malostranské besedě uskutečnily ještě tři Salony; v Klubu výtvarníků Mánes pokračovaly až do jara r. 2011. Poslední Salony se uskutečnily v Novoměstské kavárně a ve staroměstské restauraci Sedm Konšelů.
Salony kresleného humoru byly individuální výstavy, představující české (i zahraniční) uznávané i začínající karikaturisty, řada výstav ale byla kolektivních:
- výstavy humoru z Porty, trampského humoru
- výstavy ze soutěží, např. O Vyčítalova Macka (Pionýrská stezka), Emil Stadiónu, Olomoucký tvarůžek (Mladá fronta), bienále kresleného humoru Písek, Gastronomické grotesky (Znojmo, Brno)
- tematické výstavy, např. dálkové pochody (Mladý svět), hasiči, papírový humor (JIP Větřní), artistický salon, koně
- skupinové výstavy, např. Klub karikaturistů v Hradci Králové, tvůrčí skupina KARI, nositelé titulu HUDr. (Doctor humoris causa), Česká unie karikaturistů, sdružení slovenských karikaturistů FORMÁT, Slovenská únia karikaturistov, sdružení karikaturistů a přátel humoru UZOL, Porýnská správa humoru, kreslíři časopisů (Sorry, Podvobraz, Dikobraz, KUK, Škrt, Cik Cak, Bumerang, STRŠEL)
- humor fotografický, např. Jiří Hampl, František Heřman, Josef Kroupa, Vít Hrabánek, František Dostál
- oleje, např. František Ringo Čech, Jaroslav Mysliveček, Ivan Mládek, Vlastimil Třešňák, Petr Pěnkava
- koláže, např. Miroslav Horníček, Josef Kobra Kučera, Ernest Svrček, Václav Horák, Pavel Taussig
- humor dřevěný, skleněný, loutkový ad., např. Jaroslav Kundrát, Petr Johanus, Miroslav Trejtnar.

Zahájení každého Salonu mělo pevně daný rituál – jedna osoba držela velký zámek od pomyslných dveří výstavy a druhá osoba jej otevřela speciálním tužkovým klíčem. Tento klíč s visačkou se stal logem Salonů a vyskytoval se v nakreslené podobě i na katalogu k výstavě, nebo na něm byla vyobrazena alespoň visačka na klíče s nápisem Salon kresleného humoru. Během let bylo toto logo obměňováno, k tužkovému klíči přibývaly do svazku další klíče se znaky spolupořadatelů Salonů, např. Malostranská beseda, nakladatelství KOBRA, Česká unie karikaturistů, Česká pojišťovna, První česká reklamní společnost, FECO (Federace evropských karikaturistických organizací). Na visačce bylo později místo nápisu Salon kresleného humoru uváděno pořadové číslo Salonu.

## Seznam Salonů kresleného humoru
| Číslo | Autor nebo téma Salonu | Termín        | Místo                                    | Poznámka                                                                       |
| ----- | --- | ------------- | ---------------------------------------- | ------------------------------------------------------------------------------ |
| 1     | Salon Honzy Vyčítala | prosinec 1970 | klub Savarin                             |                                                                                |
| 2     | Trumfy léta (Zora Růžová, Jaroslav Hutka, Josef Kobra Kučera, Vladimír Merta, Jiří Pařík, Jan Vyčítal) | červenec 1971 | foyer divadla Ateliér                    |                                                                                |
| 3     | Zora Růžová | srpen 1971    | foyer divadla Ateliér                    |                                                                                |
| 4     | Salon Mirka Bartáka | říjen 1971    | foyer divadla Ateliér                    |                                                                                |
| 5     | Salon Standy Holého | prosinec 1971 | foyer divadla Ateliér                    |                                                                                |
| 6     | Porta Sokolov (Miroslav Barták, Stanislav Holý, Jan Vyčítal) | červen 1972   | Sokolov                                  |                                                                                |
| 7     | František Sunek (naivista) | listopad 1972 | Malostranská beseda                      |                                                                                |
| 8     | Jan Kapoun (trampský fotohumor) | prosinec 1972 | Malostranská beseda                      |                                                                                |
| 9     | Jiří Hampl, František Heřman (foto) | leden 1973    | Malostranská beseda                      |                                                                                |
| 10    | Milan Jansa | březen 1973   | Malostranská beseda                      |                                                                                |
| 11    | Miroslav Barták | duben 1973    | Malostranská beseda                      |                                                                                |
| 12    | Oldřich Jelínek | červen 1973   | Malostranská beseda                      |                                                                                |
| 13    | Vlastimil Třešňák (oleje), Snopek (hadráci) | červenec 1973 | Malostranská beseda                      |                                                                                |
| 14    | Stanislav Holý | říjen 1973    | Malostranská beseda                      |                                                                                |
| 15    | Vladimír Jiránek | listopad 1973 | Malostranská beseda                      |                                                                                |
| 16    | Josef Kobra Kučera: J & K koláže | prosinec 1973 | Malostranská beseda                      |                                                                                |
| 17    | Vladimír Renčín | leden 1974    | Malostranská beseda                      |                                                                                |
| 18    | Jiří Daniel | březen 1974   | Malostranská beseda                      |                                                                                |
| 19    | Vlastimil Zábranský | duben 1974    | Malostranská beseda                      |                                                                                |
| 20    | Stezkou humoru I. (soutěž O Vyčítalova Macka v časopise Pionýrská stezka) | květen 1974   | Malostranská beseda                      |                                                                                |
| 21    | Stezkou humoru II. (Ivan Hanousek uvádí galerii světového kresleného humoru) | červen 1974   | Malostranská beseda                      |                                                                                |
| 22    | Dušan Pálka | září 1974     | Malostranská beseda                      |                                                                                |
| 23    | Miroslav Barták | listopad 1974 | Malostranská beseda                      |                                                                                |
| 24    | Miroslav Slejška | prosinec 1974 | Malostranská beseda                      |                                                                                |
| 25    | Mojmír Jaroš | leden 1975    | Malostranská beseda                      |                                                                                |
| 26    | Jan Hrubý | březen 1975   | Malostranská beseda                      |                                                                                |
| 27    | Koloman Leššo | duben 1975    | Malostranská beseda                      |                                                                                |
| 28    | Mikuláš (Miťo) Breza, Kazo Kanala | květen 1975   | Malostranská beseda                      |                                                                                |
| 29    | Jiří Slíva | září 1975     | Malostranská beseda                      |                                                                                |
| 30    | Nasko (Atanas) Michalčev (Bulharsko), Juraj Žáry | říjen 1975    | Malostranská beseda                      |                                                                                |
| 31    | Stanislav Holý | listopad 1975 | Malostranská beseda                      |                                                                                |
| 32    | Karikaturisté Německé demokratické republiky | prosinec 1975 | Malostranská beseda                      |                                                                                |
| 33    | Ivan Mládek (oleje) | leden 1976    | Malostranská beseda                      |                                                                                |
| 34    | Igor Ševčík | březen 1976   | Malostranská beseda                      |                                                                                |
| 35    | Petr Pazderka | duben 1976    | Malostranská beseda                      |                                                                                |
| 36    | Dušan Polakovič | květen 1976   | Malostranská beseda                      |                                                                                |
| 37    | Vladimír Jiránek | září 1976     | Malostranská beseda                      |                                                                                |
| 38    | Dušan Pálka | listopad 1976 | Malostranská beseda                      |                                                                                |
| 39    | Jindřich (Jindro) Prášil | prosinec 1976 | Malostranská beseda                      |                                                                                |
| 40    | Josef Molín | leden 1977    | Malostranská beseda                      |                                                                                |
| 41    | Karel Kučera | únor 1977     | Malostranská beseda                      |                                                                                |
| 42    | Walter Mende (Smolmen) | březen 1977   | Malostranská beseda                      |                                                                                |
| 43    | Ivan Popovič | duben 1977    | Malostranská beseda                      |                                                                                |
| 44    | Jiří Srb | červen 1977   | Malostranská beseda                      |                                                                                |
| 45    | Miroslav Barták | září 1977     | Malostranská beseda                      |                                                                                |
| 46    | Odraz VŘSR v dobové karikatuře v SSSR a ČSSR (Vladimir Majakovskij, František Bidlo) | říjen 1977    | Malostranská beseda                      |                                                                                |
| 47    | Jiří Slíva | listopad 1977 | Malostranská beseda                      |                                                                                |
| 48    | Lenka Škrabánková | prosinec 1977 | Malostranská beseda                      |                                                                                |
| 49    | Václav Johanus | leden 1978    | Malostranská beseda                      |                                                                                |
| 50    | 1. setkání karikaturistů v Jihočeských papírnách (JIP) Větřní (Miroslav Barták, Jiří Daniel, Václav Johanus, Vladimír Jiránek, Petr Juřena, Jaroslav Kerles, Jiří Slíva)                                                  | únor 1978     | Malostranská beseda                      |                                                                                |
| 51    | Jiřina Wilma Palková (JIWIPA) | březen 1978   | Malostranská beseda                      |                                                                                |
| 52    | Vladimír Renčín | duben 1978    | Malostranská beseda                      |                                                                                |
| 53    | Jan Hrubý | květen 1978   | Malostranská beseda                      |                                                                                |
| 54    | Petr Juřena | červen 1978   | Malostranská beseda                      |                                                                                |
| 55    | Aleš Lang | září 1978     | Malostranská beseda                      |                                                                                |
| 56    | Jiří Winter (Neprakta) | listopad 1978 | Malostranská beseda                      |                                                                                |
| 57    | Pavel Starý | prosinec 1978 | Malostranská beseda                      |                                                                                |
| 58    | Igor Ševčík | leden 1979    | Malostranská beseda                      |                                                                                |
| 59    | 2. setkání karikaturistů v Jihočeských papírnách (JIP) Větřní (více autorů) | únor 1979     | Malostranská beseda                      |                                                                                |
| 60    | Marie Plotěná | březen 1979   | Malostranská beseda                      |                                                                                |
| 61    | Vlasta Švejdová | březen 1979   | Malostranská beseda                      |                                                                                |
| 62    | Josef Blecha | duben 1979    | Malostranská beseda                      |                                                                                |
| 63    | Viktor Kubal | květen 1979   | Malostranská beseda                      |                                                                                |
| 64    | Vladimír Tesárek | červen 1979   | Malostranská beseda                      |                                                                                |
| 65    | Jan Hrubý | září 1979     | Malostranská beseda                      |                                                                                |
| 66    | Oldřich Dudek | říjen 1979    | Malostranská beseda                      |                                                                                |
| 67    | Vladimír Renčín | listopad 1979 | Malostranská beseda                      |                                                                                |
| 68    | Jedenáctka Stadiónu (Jiří Slíva, Václav Johanus, Aleš Lang, Milan Lipovský, Miroslav Barták, Jan Vobr, Jiří Vaněk, Jaroslav Dostál, Emil Šourek, Dušan Pálka, Jan Hrubý)                                                  | prosinec 1979 | Malostranská beseda                      |                                                                                |
| 69    | Jan Vyčítal | leden 1980    | Malostranská beseda                      |                                                                                |
| 70    | 3. setkání karikaturistů v Jihočeských papírnách (JIP) Větřní (více autorů) | únor 1980     | Malostranská beseda                      |                                                                                |
| 71    | Emil Šourek | březen 1980   | Malostranská beseda                      |                                                                                |
| 72    | Jan Hovorka | duben 1980    | Malostranská beseda                      |                                                                                |
| 73    | Kubánský humor (více autorů) | květen 1980   | Malostranská beseda                      |                                                                                |
| 74    | Pavel Matuška | červen 1980   | Malostranská beseda                      |                                                                                |
| 75    | 75x hoří (více autorů) | září 1980     | Malostranská beseda                      |                                                                                |
| 76    | Jan Hrubý | září 1980     | Malostranská beseda                      |                                                                                |
| 77    | Pavel Koutský | říjen 1980    | Malostranská beseda                      |                                                                                |
| 78    | Jiří Vaněk | prosinec 1980 | Malostranská beseda                      |                                                                                |
| 79    | Václav Houf | prosinec 1980 | Malostranská beseda                      |                                                                                |
| 80    | Josef Kobra Kučera: Pouť | leden 1981    | Malostranská beseda                      |                                                                                |
| 81    | Jaroslav Kundrát (humor kreslený dlátem; dřevěné plastiky) | březen 1981   | Malostranská beseda                      |                                                                                |
| 82    | Humor krok za krokem (ilustrátoři kalendářů dálkových pochodů Mladého světa) | duben 1981    | Malostranská beseda                      |                                                                                |
| 83    | Luděk Zdražil | říjen 1981    | Malostranská beseda                      |                                                                                |
| 84    | Jaroslav Kerles | listopad 1981 | Malostranská beseda                      |                                                                                |
| 85    | Igor Ševčík | prosinec 1981 | Malostranská beseda                      |                                                                                |
| 86    | Jan (Jeňýk) Antonín Pacák | leden 1982    | Malostranská beseda                      |                                                                                |
| 87    | Jan Vobr | únor 1982     | Malostranská beseda                      |                                                                                |
| 88    | Jiří Winter (Neprakta): Humorem ke zdraví | březen 1982   | Malostranská beseda                      |                                                                                |
| 89    | Bobo Pernecký | duben 1982    | Malostranská beseda                      |                                                                                |
| 90    | František Ringo Čech (oleje) | květen 1982   | Malostranská beseda                      |                                                                                |
| 91    | Václav Linek | červen 1982   | Malostranská beseda                      |                                                                                |
| 92    | Jaroslav Dostál | září 1982     | Malostranská beseda                      |                                                                                |
| 93    | Pavel (Major) Vorel | říjen 1982    | Malostranská beseda                      |                                                                                |
| 94    | Aleš Vyjidák | listopad 1982 | Malostranská beseda                      |                                                                                |
| 95    | Jan Chadim | prosinec 1982 | Malostranská beseda                      |                                                                                |
| 96    | Michal Hrdý | leden 1983    | Malostranská beseda                      |                                                                                |
| 97    | Dušan Růžička (Hofi) | únor 1983     | Malostranská beseda                      |                                                                                |
| 98    | Vladimír Nagaj | březen 1983   | Malostranská beseda                      |                                                                                |
| 99    | Jaroslav Dodal | duben 1983    | Malostranská beseda                      |                                                                                |
| 100   | Miroslav Horníček (koláže) | květen 1983   | Malostranská beseda                      |                                                                                |
| 101   | Oldřich Řeřicha | červen 1983   | Malostranská beseda                      |                                                                                |
| 102   | Pavel Matuška | září 1983     | Malostranská beseda                      |                                                                                |
| 103   | Břetislav Kovařík | říjen 1983    | Malostranská beseda                      |                                                                                |
| 104   | Jiří Šalamoun | listopad 1983 | Malostranská beseda                      |                                                                                |
| 105   | Trampský humor (48 autorů, kteří byli vybráni ze soutěží O placku smíchu a Svojšický slunovrat) | prosinec 1983 | Malostranská beseda                      |                                                                                |
| 106   | Josef Kobra Kučera a Václav Kučera (synovec a strýc): Hudební salon Kobra | leden 1984    | Malostranská beseda                      |                                                                                |
| 107   | 1. Emil Stadiónu (více autorů) | únor 1984     | Malostranská beseda                      | hlavní cenu získal Dušan Pálka                                                 |
| 108   | Artistický salon (s artistickým studiem Československých cirkusů a varieté) (více autorů) | březen 1984   | Malostranská beseda                      |                                                                                |
| 109   | Miloslav Martenek | duben 1984    | Malostranská beseda                      |                                                                                |
| 110   | 10 polských autorů | květen 1984   | Malostranská beseda                      |                                                                                |
| 111   | Jan (Jeňýk) Antonín Pacák | červen 1984   | Malostranská beseda                      |                                                                                |
| 112   | Marcel Vanek | září 1984     | Malostranská beseda                      |                                                                                |
| 113   | Jiří Pařík | říjen 1984    | Malostranská beseda                      |                                                                                |
| 114   | Václav Ostatek | listopad 1984 | Malostranská beseda                      |                                                                                |
| 115   | Milan Stano | prosinec 1984 | Malostranská beseda                      |                                                                                |
| 116   | Ondřej Suchý: Kočka je vůl | leden 1985    | Malostranská beseda                      |                                                                                |
| 117   | Ernest Svrček (koláže) | únor 1985     | Malostranská beseda                      |                                                                                |
| 118   | Václav Hradecký | březen 1985   | Malostranská beseda                      |                                                                                |
| 119   | Fedor Vico | duben 1985    | Malostranská beseda                      |                                                                                |
| 120   | MIKL (Václav Mikolášek, Karel Klos) | květen 1985   | Malostranská beseda                      |                                                                                |
| 121   | 2. Emil Stadiónu (více autorů) | červen 1985   | Malostranská beseda                      | hlavní cenu získal Jaroslav Dostál                                             |
| 122   | Východočeský salon (18 autorů z Klubu karikaturistů v Hradci Králové) | září 1985     | Malostranská beseda                      |                                                                                |
| 123   | Andrzej Podulka (Polsko) | říjen 1985    | Malostranská beseda                      |                                                                                |
| 124   | Dušan Polakovič, Igor Ševčík | listopad 1985 | Malostranská beseda                      |                                                                                |
| 125   | Jan Vyčítal / 15 let Salonu | prosinec 1985 | Malostranská beseda                      |                                                                                |
| 126   | Josef Kroupa (JOKR) (fotohumor) | leden 1986    | Malostranská beseda                      |                                                                                |
| 127   | 3. Emil Stadiónu (více autorů) | únor 1986     | Malostranská beseda                      | hlavní cenu získal Pavel Matuška                                               |
| 128   | Solomon (Kuba) | březen 1986   | Malostranská beseda                      |                                                                                |
| 129   | Jan (Jeňýk) Antonín Pacák | duben 1986    | Malostranská beseda                      |                                                                                |
| 130   | Josef Blecha | květen 1986   | Malostranská beseda                      |                                                                                |
| 131   | Marcel Vanek | červen 1986   | Malostranská beseda                      |                                                                                |
| 132   | Jiří Pařík | září 1986     | Malostranská beseda                      |                                                                                |
| 133   | Antoni Chodorowski (Polsko) | říjen 1986    | Malostranská beseda                      |                                                                                |
| 134   | Ludmila Lojdová | listopad 1986 | Malostranská beseda                      |                                                                                |
| 135   | František Tomyška (Postraš) | prosinec 1986 | Malostranská beseda                      |                                                                                |
| 136   | Petr Juřena | leden 1987    | Malostranská beseda                      |                                                                                |
| 137   | Pavel Šourek | únor 1987     | Malostranská beseda                      |                                                                                |
| 138   | Jan Vobr | březen 1987   | Malostranská beseda                      |                                                                                |
| 139   | 4. Emil Stadiónu (více autorů) | duben 1987    | Malostranská beseda                      | hlavní cenu získal Miroslav Barták                                             |
| 140   | Petr Poš | květen 1987   | Malostranská beseda                      |                                                                                |
| 141   | Zdeněk Vaněk | červen 1987   | Malostranská beseda                      |                                                                                |
| 142   | Josef Kulhánek (Pepčo) | září 1987     | Malostranská beseda                      |                                                                                |
| 143   | Edward Lutczyn (Polsko) | říjen 1987    | Malostranská beseda                      |                                                                                |
| 144   | Petr Johanus (dřevěné objekty), Miroslav Trejtnar (loutky) | listopad 1987 | Malostranská beseda                      |                                                                                |
| 145   | Daniel Pešta | prosinec 1987 | Malostranská beseda                      |                                                                                |
| 146   | Tvůrčí skupina KARI (více autorů) | leden 1988    | Malostranská beseda                      |                                                                                |
| 147   | Jiří Šrámek | únor 1988     | Malostranská beseda                      |                                                                                |
| 148   | Jaroslav Dostál | březen 1988   | Malostranská beseda                      |                                                                                |
| 149   | 5. Emil Stadiónu (více autorů) | duben 1988    | Malostranská beseda                      | hlavní cenu získal Jiří Slíva                                                  |
| 150   | Držitelé titulu HUDr. (Doctor humoris causa) aneb Doktoři humoru vystavují (více autorů) | květen 1988   | Malostranská beseda                      |                                                                                |
| 151   | Josef II. (1. výstava zakladatelů antiperspektivismu Ivana Mládka a Jaroslava Myslivečka) | červen 1988   | Malostranská beseda                      |                                                                                |
| 152   | Josef Kobra Kučera: Konfrontace | leden 1989    | Malostranská beseda                      |                                                                                |
| 153   | Pavel Matuška | únor 1989     | Malostranská beseda                      |                                                                                |
| 154   | Lubomír Lichý | březen 1989   | Malostranská beseda                      |                                                                                |
| 155   | 6. Emil Stadiónu (více autorů) | duben 1989    | Malostranská beseda                      | hlavní cenu získal Fedor Vico                                                  |
| 156   | Daniel Ladman | květen 1989   | Malostranská beseda                      |                                                                                |
| 157   | Oliver Solga | červen 1989   | Malostranská beseda                      |                                                                                |
| 158   | Bobo Pernecký, Maťo Ryšavý, Aleš Vyjidák | září 1989     | Malostranská beseda                      |                                                                                |
| 159   | Vít Hrabánek (foto) | říjen 1989    | Malostranská beseda                      |                                                                                |
| 160   | Olomoucký tvarůžek, Mladá fronta (více autorů) | listopad 1989 | Malostranská beseda                      |                                                                                |
| 161   | 20 let Salonu kresleného humoru, 20 let Klubu mladé tvorby, dříve Folk a country klubu | prosinec 1989 | Malostranská beseda                      |                                                                                |
| 162   | Radovan Bogdanowicz | leden 1990    | Malostranská beseda                      |                                                                                |
| 163   | Emil a Pavel Šourkovi | únor 1990     | Malostranská beseda                      |                                                                                |
| 164   | Jan (Jeňýk) Antonín Pacák | březen 1990   | Malostranská beseda                      |                                                                                |
| 165   | Julius Eschka – Titus (Německo) | duben 1990    | Malostranská beseda                      |                                                                                |
| 166   | NOS (Jiří Novák, Jaroslav Skoupý) | květen 1990   | Malostranská beseda                      |                                                                                |
| 167   | Pavel Hlavatý (Protestkresby ‘68) | červen 1990   | Malostranská beseda                      |                                                                                |
| 168   | Jan Kristofori | červenec 1990 | Malostranská beseda                      |                                                                                |
| 169   | Václav Horák (koláže) | srpen 1990    | Malostranská beseda                      |                                                                                |
| 170   | Zora Baco-Burianová | září 1990     | Malostranská beseda                      |                                                                                |
| 171   | Kreslíři měsíčníku Škrt a týdeníku KUK | říjen 1990    | Malostranská beseda                      |                                                                                |
| 172   | Jaroslav Dostál | listopad 1990 | Malostranská beseda                      |                                                                                |
| 173   | Jordan Tenčev | prosinec 1990 | Malostranská beseda                      |                                                                                |
| 174   | FORMÁT – sdružení slovenských karikaturistů (více autorů) | leden 1991    | Malostranská beseda                      |                                                                                |
| 175   | Igor Ševčík (kresby, malby) | únor 1991     | Malostranská beseda                      |                                                                                |
| 176   | Petr Urban | březen 1991   | Malostranská beseda                      |                                                                                |
| 177   | 7. Emil Stadiónu (více autorů) | duben 1991    | Malostranská beseda                      | hlavní cenu získal Pavel Kotyza                                                |
| 178   | Lubomír Vaněk | květen 1991   | Malostranská beseda                      |                                                                                |
| 179   | Fokus Praha, Týden duševního zdraví | červen 1991   | Malostranská beseda                      |                                                                                |
| 180   | KUK na rozloučenou (autoři týdeníku KUK) | červenec 1991 | Malostranská beseda                      |                                                                                |
| 181   | Studio DENEX & studentská kresba | srpen 1991    | Malostranská beseda                      |                                                                                |
| 182   | Marek Douša | září 1991     | Malostranská beseda                      |                                                                                |
| 183   | Roman Jurkas | říjen 1991    | Malostranská beseda                      |                                                                                |
| 184   | Ludvik Feller (Německo) | listopad 1991 | Malostranská beseda                      |                                                                                |
| 185   | Michal Hrdý (skici) | prosinec 1991 | Malostranská beseda                      |                                                                                |
| 186   | Josef Molín | leden 1992    | Malostranská beseda                      |                                                                                |
| 187   | Jan Vobr | únor 1992     | Malostranská beseda                      |                                                                                |
| 188   | Oborová výstava České unie karikaturistů | březen 1992   | Malostranská beseda                      |                                                                                |
| 189   | Jan Vyčítal | březen 1992   | Malostranská beseda                      |                                                                                |
| 190   | Mark Braunius (Nový Zéland) | duben 1992    | Malostranská beseda                      |                                                                                |
| 191   | STRŠEL, bulharský humoristický časopis | květen 1992   | Malostranská beseda                      |                                                                                |
| 192   | Václav a Petr Herinkovi | červen 1992   | Malostranská beseda                      | uvedení knihy bratří Herinků A přece se točí: Kniha o pivu = Das Buch vom Bier |
| 193   | Václav Ostatek | červenec 1992 | Malostranská beseda                      |                                                                                |
| 194   | Luboš Drastil | září 1992     | Malostranská beseda                      |                                                                                |
| 195   | Čínští karikaturisté | říjen 1992    | Malostranská beseda                      |                                                                                |
| 196   | Zdeněk Hofman | listopad 1992 | Malostranská beseda                      |                                                                                |
| 197   | Edmund Orián | prosinec 1992 | Malostranská beseda                      |                                                                                |
| 198   | Fedor Vico (Slovensko) | leden 1993    | Malostranská beseda                      |                                                                                |
| 199   | Josef Brožek | únor 1993     | Malostranská beseda                      |                                                                                |
| 200   | 200 Salonů kresleného humoru (společná výstava 41 autorů, kteří již měli minimálně jeden samostatný Salon a jsou členy České unie karikaturistů)                                                                          | březen 1993   | Malostranská beseda                      |                                                                                |
| 201   | 8. Emil Stadiónu (více autorů) | duben 1993    | Malostranská beseda                      | hlavní cenu získala dvojice NOS (Jiří Novák, Jaroslav Skoupý)                  |
| 202   | Ivan Kováčik (Slovensko) | květen 1993   | Malostranská beseda                      |                                                                                |
| 203   | Boris Pralovszký | červen 1993   | Malostranská beseda                      |                                                                                |
| 204   | Archiv Roberta Radosty (Malostranská beseda) | červenec 1993 | Malostranská beseda                      |                                                                                |
| 205   | Archiv Josefa Kobry Kučery (Česká unie karikaturistů) | srpen 1993    | Malostranská beseda                      |                                                                                |
| 206   | Jan Tomaschoff (Německo) | září 1993     | Malostranská beseda                      |                                                                                |
| 207   | Václav Martínek | říjen 1993    | Malostranská beseda                      |                                                                                |
| 208   | Kreslíři časopisu Sorry | listopad 1993 | Malostranská beseda                      |                                                                                |
| 209   | Josef Kobra Kučera: 1. putovní výstava nadávek | leden 1994    | Malostranská beseda                      |                                                                                |
| 210   | Jiří Winter (Neprakta), Jiří Vála (Jimák) | únor 1994     | Malostranská beseda                      |                                                                                |
| 211   | Pavel Taussig (Německo) | březen 1994   | Malostranská beseda                      |                                                                                |
| 212   | Pavel Matuška | duben 1994    | Malostranská beseda                      |                                                                                |
| 213   | Kreslíři časopisu Podvobraz | květen 1994   | Malostranská beseda                      |                                                                                |
| 214   | Slovenská únia karikaturistov (více autorů) | červen 1994   | Malostranská beseda                      |                                                                                |
| 215   | Archiv České unie karikaturistů | červenec 1994 | Malostranská beseda                      |                                                                                |
| 216   | SOS Flora, Nadace proti všemu | říjen 1994    | Malostranská beseda                      |                                                                                |
| 217   | Miroslav Kemel | listopad 1994 | Malostranská beseda                      |                                                                                |
| 218   | Zdeněk Hofman | prosinec 1994 | Malostranská beseda                      |                                                                                |
| 219   | Jiří Bernard | leden 1995    | Malostranská beseda                      |                                                                                |
| 220   | Radovan Rakus | únor 1995     | Malostranská beseda                      |                                                                                |
| 221   | Slovenská únia karikaturistov (více autorů) | březen 1995   | Malostranská beseda                      |                                                                                |
| 222   | Dušan Růžička (Hofi) | duben 1995    | Malostranská beseda                      |                                                                                |
| 223   | Václav Hradecký | květen 1995   | Malostranská beseda                      |                                                                                |
| 224   | Ivo Medek Kopaninský | červen 1995   | Malostranská beseda                      |                                                                                |
| 225   | Archiv České unie karikaturistů | červenec 1995 | Malostranská beseda                      |                                                                                |
| 226   | Mezinárodní bienále kresleného humoru Písek (více autorů) | říjen 1995    | Malostranská beseda                      |                                                                                |
| 227   | Fero Jablonovský (Slovensko) | listopad 1995 | Malostranská beseda                      |                                                                                |
| 228   | Lubomír Lichý | prosinec 1995 | Malostranská beseda                      |                                                                                |
| 229   | Pavel (Major) Vorel | leden 1996    | Malostranská beseda                      |                                                                                |
| 230   | Václav Linek | únor 1996     | Malostranská beseda                      |                                                                                |
| 231   | Igor Ševčík (Slovensko) | březen 1996   | Malostranská beseda                      |                                                                                |
| 232   | Slovenská únia karikaturistov (více autorů) | duben 1996    | Malostranská beseda                      |                                                                                |
| 233   | Kreslíři slovenského časopisu Bumerang (více autorů) | květen 1996   | Malostranská beseda                      |                                                                                |
| 234   | Aleš Vyjidák | červen 1996   | Malostranská beseda                      |                                                                                |
| 235   | Archiv České unie karikaturistů | září 1996     | Malostranská beseda                      |                                                                                |
| 236   | Oleg Dergačov (Ukrajina, Kanada) | říjen 1996    | Malostranská beseda                      |                                                                                |
| 237   | Oldřich Řeřicha | listopad 1996 | Malostranská beseda                      |                                                                                |
| 238   | Karel Klos (ilustrace knihy J. Haška Osudy dobrého vojáka Švejka za světové války) | prosinec 1996 | Malostranská beseda                      |                                                                                |
| 239   | Róbert Vaněk (Slovensko) | leden 1997    | Malostranská beseda                      |                                                                                |
| 240   | Roman Jurkas | únor 1997     | Malostranská beseda                      |                                                                                |
| 241   | Porýnská správa humoru – Die Rheinische Humorverwaltung (Německo) (více autorů) | březen 1997   | Malostranská beseda                      |                                                                                |
| 242   | Slovenská únia karikaturistov (více autorů) | duben 1997    | Malostranská beseda                      |                                                                                |
| 243   | Marie Plotěná | květen 1997   | Malostranská beseda                      |                                                                                |
| 244   | Jiří Slíva | červen 1997   | Malostranská beseda                      |                                                                                |
| 245   | František (FrK) Kratochvíl | červenec 1997 | Malostranská beseda                      |                                                                                |
| 246   | Kreslíři časopisu Sorry | listopad 1997 | Malostranská beseda                      |                                                                                |
| 247   | Smějeme se s Rodokapsem (Jan Štěpánek, Tomáš Souček, Jaroslav Cvach) | prosinec 1997 | Malostranská beseda                      |                                                                                |
| 248   | Pavel (Major) Vorel | leden 1998    | Malostranská beseda                      |                                                                                |
| 249   | ČUK jde do NATO (více autorů České unie karikaturistů) | únor 1998     | Malostranská beseda                      |                                                                                |
| 250   | Česká unie karikaturistů – jubilejní „všehochuť“ (více autorů) | březen 1998   | Malostranská beseda                      |                                                                                |
| 251   | Klub FECO Česká republika (více autorů) | duben 1998    | Malostranská beseda                      | FECO – Federace evropských karikaturistických organizací                       |
| 252   | Jiří Koštýř | květen 1998   | Malostranská beseda                      |                                                                                |
| 253   | Aleš Vyjidák | červen 1998   | Malostranská beseda                      |                                                                                |
| 254   | Archiv České unie karikaturistů – srpen 1968 | červenec 1998 | Malostranská beseda                      |                                                                                |
| 255   | Slovenská únia karikaturistov (více autorů) | září 1998     | Malostranská beseda                      |                                                                                |
| 256   | Jakub Likovský | říjen 1998    | Malostranská beseda                      |                                                                                |
| 257   | Kreslíři časopisu Sorry | listopad 1998 | Malostranská beseda                      |                                                                                |
| 258   | Igor Ševčík (Slovensko) | prosinec 1998 | Malostranská beseda                      |                                                                                |
| 259   | Mezinárodní bienále kresleného humoru Písek (více autorů) | leden 1999    | Malostranská beseda                      |                                                                                |
| 260   | Jan Hrubý: Písmena, razítka, kresby | březen 1999   | Malostranská beseda                      |                                                                                |
| 261   | Slovenská únia karikaturistov (více autorů) | duben 1999    | Malostranská beseda                      |                                                                                |
| 262   | Zora Baco-Burianová | květen 1999   | Malostranská beseda                      |                                                                                |
| 263   | Jiřina Wilma Palková (JIWIPA) | červen 1999   | Malostranská beseda                      |                                                                                |
| 264   | Svatopluk Machala | červenec 1999 | Malostranská beseda                      |                                                                                |
| 265   | Josef Kobra Kučera uvádí Fuseklíka | srpen 1999    | Malostranská beseda                      |                                                                                |
| 266   | 10 let České unie karikaturistů (více autorů) | říjen 1999    | Malostranská beseda                      |                                                                                |
| 267   | Petr Juřena | listopad 1999 | Malostranská beseda                      |                                                                                |
| 268   | Josef Molín | prosinec 1999 | Malostranská beseda                      | uvedení knihy Eriky Molínové a Michala Molína Josef Molín / Kresby             |
| 269   | Jan Hrubý | leden 2000    | Malostranská beseda                      |                                                                                |
| 270   | Jiří Kavka | únor 2000     | Malostranská beseda                      |                                                                                |
| 271   | Oldřich Hejzlar | březen 2000   | Malostranská beseda                      |                                                                                |
| 272   | Roman Jurkas | duben 2000    | Malostranská beseda                      |                                                                                |
| 273   | Slovenská únia karikaturistov (více autorů) | květen 2000   | Malostranská beseda                      |                                                                                |
| 274   | Pavel (Major) Vorel | červen 2000   | Malostranská beseda                      |                                                                                |
| 275   | 35 let jazzu v Malostranské besedě: OPSO (Originální pražský synkopický orchestr), Pavel Klikar, JUDr. Vít Fiala | srpen 2000    | Malostranská beseda                      |                                                                                |
| 276   | Jiří Bernard | září 2000     | Malostranská beseda                      |                                                                                |
| 277   | Jaroslav Dostál | říjen 2000    | Malostranská beseda                      |                                                                                |
| 278   | Dny česko-slovenské kultury: Česká unie karikaturistů & Slovenská únia karikaturistov | říjen 2000    | Malostranská beseda                      |                                                                                |
| 279   | Porýnská správa humoru – Die Rheinische Humorverwaltung (Německo) (více autorů) | listopad 2000 | Malostranská beseda                      |                                                                                |
| 280   | Jiří Šrámek | prosinec 2000 | Malostranská beseda                      |                                                                                |
| 281   | Mezinárodní bienále kresleného humoru Písek (více autorů) | leden 2001    | Malostranská beseda                      |                                                                                |
| 282   | Igor Ševčík (Slovensko) | únor 2001     | Malostranská beseda                      |                                                                                |
| 283   | Zdeněk Švarc | březen 2001   | Malostranská beseda                      |                                                                                |
| 284   | Slovenská únia karikaturistov (více autorů) | duben 2001    | Malostranská beseda                      |                                                                                |
| 285   | Gabriel Ariel Levický (New York) | květen 2001   | Malostranská beseda                      |                                                                                |
| 286   | Josef Stehlík | červen 2001   | Malostranská beseda                      |                                                                                |
| 287   | Kazo Kanala & syn (Slovensko) | červenec 2001 | Malostranská beseda                      |                                                                                |
| 288   | Radek Machata | srpen 2001    | Malostranská beseda                      |                                                                                |
| 289   | Ladislav Hojný | září 2001     | Malostranská beseda                      |                                                                                |
| 290   | Maďarská unie karikaturistů | říjen 2001    | Malostranská beseda                      |                                                                                |
| 291   | František Dostál (foto) | listopad 2001 | Malostranská beseda                      |                                                                                |
| 292   | Břetislav Kovařík | prosinec 2001 | Malostranská beseda                      |                                                                                |
| 293   | René Janoštík (Renda) | leden 2002    | Malostranská beseda                      |                                                                                |
| 294   | Jan Vobr 60 | únor 2002     | Malostranská beseda                      |                                                                                |
| 295   | Jan Tomaschoff (Německo) | březen 2002   | Malostranská beseda                      |                                                                                |
| 296   | Jan Vodňanský | duben 2002    | Malostranská beseda                      |                                                                                |
| 297   | Pavel Starý | květen 2002   | Malostranská beseda                      |                                                                                |
| 298   | Nenad Vitas (Chorvatsko) | červen 2002   | Malostranská beseda                      |                                                                                |
| 299   | Štefan Baňas (Slovensko) | červenec 2002 | Malostranská beseda                      |                                                                                |
| 300   | Křižovnická škola (čistého humoru bez vtipu), Karel Nepraš, Jan Steklík | srpen 2002    | Malostranská beseda                      |                                                                                |
| 301   | Jiří Hampl (foto) | září 2002     | Malostranská beseda                      |                                                                                |
| 302   | Jitka Holečková-Hinštová (Švýcarsko) | říjen 2002    | Malostranská beseda                      |                                                                                |
| 303   | Představuje se humoristický týdeník Cik Cak | listopad 2002 | Malostranská beseda                      | vzniklo pouze nulté číslo časopisu Cik Cak                                     |
| 304   | Jiří Novák 50 | prosinec 2002 | Malostranská beseda                      |                                                                                |
| 305   | Pavel Kundera | leden 2003    | Malostranská beseda                      |                                                                                |
| 306   | Jan Pillvein | únor 2003     | Malostranská beseda                      |                                                                                |
| 307   | Richard a Slavomír Svitalský | březen 2003   | Malostranská beseda                      |                                                                                |
| 308   | Slovenská únia karikaturistov (více autorů) | duben 2003    | Malostranská beseda                      |                                                                                |
| 309   | Petr Pěnkava (obrazy) | květen 2003   | Malostranská beseda                      |                                                                                |
| 310   | BUŠ (Jan Bubla, Zoro Ščepko) | červen 2003   | Malostranská beseda                      |                                                                                |
| 311   | Miloslav Martenek | červenec 2003 | Malostranská beseda                      |                                                                                |
| 312   | Mezinárodní bienále kresleného humoru Písek (více autorů) | srpen 2003    | Malostranská beseda                      |                                                                                |
| 313   | Bohuslav Šír | říjen 2003    | Malostranská beseda                      |                                                                                |
| 314   | František (Frantík) Trnobranský | listopad 2003 | Malostranská beseda                      |                                                                                |
| 315   | Oľga Pazerini (Slovensko) | prosinec 2003 | Malostranská beseda                      |                                                                                |
| 316   | Kobra 60: Česká unie karikaturistů Josefu Kučerovi k šed(esát)inám (více autorů) | leden 2004    | Malostranská beseda                      |                                                                                |
| 317   | Kreslíři časopisu Dikobraz | únor 2004     | Malostranská beseda                      |                                                                                |
| 318   | Slovenská únia karikaturistov (více autorů) | březen 2004   | Malostranská beseda                      |                                                                                |
| 319   | Pavel Kundera | duben 2004    | Malostranská beseda                      |                                                                                |
| 320   | Ernest Svrček (koláže) (Slovensko) | květen 2004   | Malostranská beseda                      |                                                                                |
| 321   | Memoriál Michala Hrdého | červen 2004   | Malostranská beseda                      |                                                                                |
| 322   | Neprakta 80: Legenda pokračuje | červenec 2004 | Malostranská beseda                      |                                                                                |
| 323   | Miloš Krmášek | srpen 2004    | Malostranská beseda                      |                                                                                |
| 324   | Malostranská beseda 1868-2004 | září 2004     | Malostranská beseda                      |                                                                                |
| 325   | Luboš Drastil | říjen 2004    | Malostranská beseda                      |                                                                                |
| 326   | Jubilanti České unie karikaturistů 2004 | listopad 2004 | Malostranská beseda                      |                                                                                |
| 327   | Pavel Hanák | prosinec 2004 | Malostranská beseda                      |                                                                                |
| 328   | Miroslav Slejška | leden 2005    | Malostranská beseda                      |                                                                                |
| 329   | Radovan Rakus | únor 2005     | Malostranská beseda                      |                                                                                |
| 330   | Můj nejlepší: Výstava členů České unie karikaturistů k 15. výročí jejího založení | březen 2005   | Malostranská beseda                      |                                                                                |
| 331   | Slovenská únia karikaturistov (více autorů) | duben 2005    | Malostranská beseda                      |                                                                                |
| 332   | Zrušte komunisty, než oni zruší karikaturisty (více autorů) | květen 2005   | Malostranská beseda                      |                                                                                |
| 333   | Marek Setíkovský (Setík) | červen 2005   | Malostranská beseda                      |                                                                                |
| 334   | Gastronomické grotesky Znojmo | červenec 2005 | Malostranská beseda                      |                                                                                |
| 335   | Pavel Kotyza | srpen 2005    | Malostranská beseda                      |                                                                                |
| 336   | Radek Machata | říjen 2005    | Malostranská beseda                      |                                                                                |
| 337   | Jubilanti České unie karikaturistů 2005 | listopad 2005 | Malostranská beseda                      |                                                                                |
| 338   | František Heřman (foto) | prosinec 2005 | Malostranská beseda                      |                                                                                |
| 339   | Jaroslav Dostál | leden 2006    | Malostranská beseda                      |                                                                                |
| 340   | Igor Ševčík (in memoriam) (Slovensko) | únor 2006     | Klub Mánes                               |                                                                                |
| 341   | Oldřich Hejzlar | březen 2006   | Klub Mánes                               |                                                                                |
| 342   | Jiří Bernard | duben 2006    | Klub Mánes                               |                                                                                |
| 343   | Slovenská únia karikaturistov (více autorů) | květen 2006   | Klub Mánes                               |                                                                                |
| 344   | Jan Vobr: Portréty a výtvarné apokryfy | červen 2006   | Klub Mánes                               |                                                                                |
| 345   | Pavel Hanák: Herecké portréty 1 | červenec 2006 | Klub Mánes                               |                                                                                |
| 346   | Pavel Hanák: Herecké portréty 2 | září 2006     | Klub Mánes                               |                                                                                |
| 347   | Gastronomické grotesky Znojmo | říjen 2006    | Klub Mánes                               |                                                                                |
| 348   | Jubilanti České unie karikaturistů 2006 | listopad 2006 | Klub Mánes                               |                                                                                |
| 349   | Roman Jurkas: Kvantita 1 | prosinec 2006 | Klub Mánes                               |                                                                                |
| 350   | BUŠ (Jan Bubla, Zoro Ščepko) | leden 2007    | Klub Mánes                               |                                                                                |
| 351   | Roman Jurkas: Kvantita 2 | únor 2007     | Klub Mánes                               |                                                                                |
| 352   | Slovenská únia karikaturistov (více autorů) | duben 2007    | Klub Mánes                               |                                                                                |
| 353   | Laudabilis Ivan Hanousek 65 (více autorů) | květen 2007   | Klub Mánes                               |                                                                                |
| 354   | Vlasta Mlejnková | červen 2007   | Klub Mánes                               |                                                                                |
| 355   | Marek Setíkovský (Setík) | červenec 2007 | Klub Mánes                               |                                                                                |
| 356   | František (FrK) Kratochvíl 60 | srpen 2007    | Klub Mánes                               |                                                                                |
| 357   | Josef Kobra Kučera: Slet divnejch ptáků | říjen 2007    | Klub Mánes                               |                                                                                |
| 358   | Jubilanti České unie karikaturistů 2007 | listopad 2007 | Klub Mánes                               |                                                                                |
| 359   | Jiří Novák: 55 let jako na houpačce | prosinec 2007 | Klub Mánes                               |                                                                                |
| 360   | František (Frantík) Trnobranský 45 | únor 2008     | Klub Mánes                               |                                                                                |
| 361   | Slovenská únia karikaturistov (více autorů) | březen 2008   | Klub Mánes                               |                                                                                |
| 362   | Kreslený humor z knihy Atomové úsměvy (Jaroslav Dostál; Jan Hrubý; Václav Johanus; Roman Jurkas; Josef Kobra Kučera; Břetislav Kovařík; Lubomír Lichý; Marie Plotěná; Vladimír Renčín; Jiří Slíva; Carlton Stoiber – USA) | duben 2008    | Klub Mánes                               |                                                                                |
| 363   | Dámy České unie karikaturistů (Jitka Holečková-Hinštová, Vlasta Švejdová, Marie Plotěná, Vlasta Mlejnková) | květen 2008   | Klub Mánes                               |                                                                                |
| 364   | Jan (Jeňýk) Antonín Pacák: Je mezi námi | červen 2008   | Klub Mánes                               |                                                                                |
| 365   | Laureáti Řádu bílé opice (Jiří Winter Neprakta, Miroslav Barták, Josef Kobra Kučera, město Písek, Vladimír Renčín, Ivan Hanousek, Východočeské muzeum v Hradci Králové, Jiří Slíva, Robert Radosta)                       | červen 2008   | Klub Mánes                               |                                                                                |
| 366   | Úsměvná osmička – historické materiály (1968) | srpen 2008    | Klub Mánes                               |                                                                                |
| 367   | Laco Torma: Prasačinky (Slovensko) | září 2008     | Klub Mánes                               |                                                                                |
| 368   | Sdružení karikaturistů a přátel humoru UZOL (Slovensko) (více autorů) | říjen 2008    | Klub Mánes                               |                                                                                |
| 369   | Jubilanti České unie karikaturistů 2008 | listopad 2008 | Klub Mánes                               |                                                                                |
| 370   | Pavel Taussig 75 (koláže) (Německo) | prosinec 2008 | Klub Mánes                               |                                                                                |
| 371   | Josef Kobra Kučera 65: Mimořádný slet divnejch ptáků aneb Kobra sobě | leden 2009    | Klub Mánes                               |                                                                                |
| 372   | Václav Šípoš 50 | březen 2009   | Klub Mánes                               |                                                                                |
| 373   | Slovenská únia karikaturistov (více autorů) | duben 2009    | Klub Mánes                               |                                                                                |
| 374   | Fedor Vico: Dereš …a nikdy inak (Slovensko) | květen 2009   | Klub Mánes                               |                                                                                |
| 375   | Oldřich Musil (1921-1983): Kreslené vtipy, obrázky, obrazy, PF | červenec 2009 | Klub Mánes                               |                                                                                |
| 376   | Miloš Kohlíček 55 | srpen 2009    | Klub Mánes                               |                                                                                |
| 377   | Vladimír Mašata 85 | říjen 2009    | Klub Mánes                               |                                                                                |
| 378   | Jubilanti České unie karikaturistů 2009 | listopad 2009 | Klub Mánes                               |                                                                                |
| 379   | Jaroslav Jeroným (JéJé) Neduha: Kresby, grafiky, ilustrace | únor 2010     | Klub Mánes                               |                                                                                |
| 380   | Soutěžní Salon na téma Koně | březen 2010   | Klub Mánes                               | Výherci: 1. Ivana Valocká, 2. Jiří Novák, 3. Václav Linek                      |
| 381   | 2cet (20 let České unie karikaturistů) | duben 2010    | Malostranská beseda                      |                                                                                |
| 382   | Slovenská únia karikaturistov (více autorů) | květen 2010   | Klub Mánes                               |                                                                                |
| 383   | NOS: 30 let Jiří Novák & Jaroslav Skoupý | červen 2010   | Malostranská beseda                      |                                                                                |
| 384   | Gastronomické grotesky Brno | září 2010     | Klub Mánes                               |                                                                                |
| 385   | Jaroslav Dostál | listopad 2010 | Malostranská beseda                      |                                                                                |
| 386   | Jubilující jubilanti České unie karikaturistů 2010 | prosinec 2010 | Klub Mánes                               |                                                                                |
| 387   | Michal Hrdý (in memoriam) | březen 2011   | Klub Mánes                               |                                                                                |
| 388   | Slovenská únia karikaturistov (více autorů) | duben 2011    | Klub Mánes                               |                                                                                |
| 389   | Jubilující jubilanti České unie karikaturistů 2011 | listopad 2011 | Novoměstská kavárna, Novoměstská radnice |                                                                                |
| 390   | Josef Kobra Kučera: Pražské Grotesky | leden 2013    | restaurace Sedm Konšelů                  |                                                                                |
| 391   | Roman Jurkas: Humor napříč vším | únor 2013     | restaurace Sedm Konšelů                  |                                                                                |
| 392   | Sametová tykadla (více autorů České unie karikaturistů) | březen 2013   | restaurace Sedm Konšelů                  |                                                                                |
| 393   | Slovenská únia karikaturistov (více autorů) | duben 2013    | restaurace Sedm Konšelů                  |                                                                                |
| 394   | Radovan Rakus | květen 2013   | restaurace Sedm Konšelů                  |                                                                                |
| 395   | Jiří Srna | červen 2013   | restaurace Sedm Konšelů                  |                                                                                |
| 396   | František (FrK) Kratochvíl | červenec 2013 | restaurace Sedm Konšelů                  |                                                                                |
| 397   | Hoří! (více autorů České unie karikaturistů) | září 2013     | restaurace Sedm Konšelů                  |                                                                                |
| 398   | Úsměvný Slavín (zesnulí autoři České unie karikaturistů) | listopad 2013 | restaurace Sedm Konšelů                  |                                                                                |
| 399   | Jubilanti České unie karikaturistů 2013 | prosinec 2013 | restaurace Sedm Konšelů                  |                                                                                |
| 400   | Držitelé titulu HUDr. (Doctor humoris causa) a nově jmenovaní doctorandi (více autorů) | leden 2014    | restaurace Sedm Konšelů                  |                                                                                |
| 401   | Slovenská únia karikaturistov (více autorů) | duben 2014    | restaurace Sedm Konšelů                  |                                                                                |
| 402   | Fotohumor karikaturistů: Petr Brodecký, Roman Jurkas, Miloš Kohlíček, Jan Koutek, Radek Machata, Jaroslav Skoupý, Jiří Hampl                                                                                              | květen 2014   | restaurace Sedm Konšelů                  |                                                                                |

## Salony mimo číselnou řadu
| Číslo | Autor nebo téma Salonu                                                                       | Termín        | Místo                   | Poznámka                   |
| ----- | -------------------------------------------------------------------------------------------- | ------------- | ----------------------- | -------------------------- |
| -     | 50 a více Salonů kresleného humoru (více autorů)                                             | leden 1979    | Galerie Fronta          | výběr z prvních 50 Salonů  |
| -     | 100+1 Salonů kresleného humoru (více autorů)                                                 | červenec 1983 | Galerie Fronta          | výběr z prvních 101 Salonů |
| -     | 300 Salonů kresleného humoru 1970-2002 (více autorů)                                         | září 2002     | Galerie Mánes           |                            |
| -     | 1969-1989 Od pendreku k pendreku aneb Jak nás humor přešel a jak se nám vrátil (více autorů) | prosinec 2009 | Klub Mánes              |                            |
| -     | K 70/400 (Kobrovi k 70 narozeninám a k 400 Salonům) (více autorů)                            | březen 2014   | restaurace Sedm Konšelů |                            |
| -     | Salon Růženka 60 (Růženě Kučerové k 60 narozeninám) (více autorů)                            | listopad 2014 | vinárna U Charlieho     |                            |